# Världsmästerskapen i fäktning 2014
Världsmästerskapen i fäktning 2014 var den 62:a upplagan av världsmästerskapen i fäktning sedan 1937. Tävlingarna i de olika grenarna hölls vid Kazan Tennis Academy i Kazan, Ryssland, under perioden 15–23 juli 2014.

## Medaljsummering

### Damernas tävlingar
| Gren                             | Guld                                                                       | Silver                                                                          | Brons                                                                              |
| Florett Detaljer...              | Arianna Errigo (ITA)                                                       | Martina Batini (ITA)                                                            | Inès Boubakri (TUN) · Valentina Vezzali (ITA)                                      |
| Florett (lagtävling) Detaljer... | Italien Martina Batini Elisa Di Francisca Arianna Errigo Valentina Vezzali | Ryssland Julija Birjukova Inna Deriglazova Larisa Korobejnikova Diana Jakovleva | Frankrike Astrid Guyart Corinne Maîtrejean Ysaora Thibus                           |
| Sabel Detaljer...                | Olha Charlan (UKR)                                                         | Mariel Zagunis (USA)                                                            | Jana Jegorjan (RUS) · Jekaterina Djatjenko (RUS)                                   |
| Sabel (lagtävling) Detaljer...   | USA Ibtihaj Muhammad Anne-Elizabeth Stone Dagmara Wozniak Mariel Zagunis   | Frankrike Cecilia Berder Saoussen Boudiaf Manon Brunet Charlotte Lembach        | Ukraina Olha Charlan Olena Kravatska Olena Voronina Olha Zhovnir                   |
| Värja Detaljer...                | Rossella Fiamingo (ITA)                                                    | Britta Heidemann (GER)                                                          | Jana Sjemjakina (UKR) · Erika Kirpu (EST)                                          |
| Värja (lagtävling) Detaljer...   | Ryssland Tatiana Gudkova Violetta Kolobova Ljubov Shutova Jana Zvereva     | Estland Julia Beljajeva Irina Embrich Erika Kirpu Kristina Kuusk                | Italien Bianca Del Carretto Rossella Fiamingo Francesca Quondamcarlo Mara Navarria |

### Herrarnas tävlingar
| Gren                             | Guld                                                                        | Silver                                                                | Brons                                                                  |
| Florett Detaljer...              | Aleksej Cheremisinov (RUS)                                                  | Ma Jianfei (CHN)                                                      | Enzo Lefort (FRA) · Timur Safin (RUS)                                  |
| Florett (lagtävling) Detaljer... | Frankrike Enzo Lefort Erwann Le Péchoux Julien Mertine Vincent Simon        | Kina Chen Haiwei Lei Sheng Ma Jianfei Shi Jialuo                      | Italien Valerio Aspromonte Giorgio Avola Andrea Baldini Andrea Cassarà |
| Sabel Detaljer...                | Nikolaj Kovalev (RUS)                                                       | Gu Bon-gil (KOR)                                                      | Tiberiu Dolniceanu (ROU) · Aleksej Jakimenko (RUS)                     |
| Sabel (lagtävling) Detaljer...   | Tyskland Max Hartung Nicolas Limbach Matyas Szabo Benedikt Wagner           | Sydkorea Gu Bon-gil Kim Jung-hwan Oh Eun-seok Won Woo-young           | Ungern Tamás Decsi Csanád Gémesi András Szatmári Áron Szilágyi         |
| Värja Detaljer...                | Ulrich Robeiri (FRA)                                                        | Park Kyoung-doo (KOR)                                                 | Gauthier Grumier (FRA) · Enrico Garozzo (ITA)                          |
| Värja (lagtävling) Detaljer...   | Frankrike Gauthier Grumier Daniel Jerent Jean-Michel Lucenay Ulrich Robeiri | Sydkorea Jung Jin-sun Kweon Young-jun Park Kyoung-doo Park Sang-young | Schweiz Peer Borsky Max Heinzer Fabian Kauter Benjamin Steffen         |